# إمكانات اقتصادية
الإمكانات الاقتصادية (بالإنجليزية: Economic potential)‏ هي إمكانات المنطقة أو الأمة أو الشركة من أجل التنمية الاقتصادية والنمو. وعادةً، تُثار المناقشات حول الإمكانات الاقتصادية عندما لا تستغل الموارد المتاحة بالكامل بسبب عدم توفر البنية التحتية اللازمة أو عدم تطويرها بالكامل.
يعرّف قاموس وزارة الدفاع للمصطلحات العسكرية وما يرتبط بها (2005) الإمكانات الاقتصادية على أنها "الطاقة الإنتاجية الكلية للدولة في إنتاج السلع والخدمات".:174

## مقالات ذات صلة
- السعة الإنتاجية
- الإيراد المحتمل
- حد إمكانية الإنتاج
- دولة نامية
- القوى العظمى المحتملة